# Paul Panda Farnana
 (février 2021).
Si vous disposez d'ouvrages ou d'articles de référence ou si vous connaissez des sites web de qualité traitant du thème abordé ici, merci de compléter l'article en donnant les références utiles à sa vérifiabilité et en les liant à la section « Notes et références ».
Paul Panda Farnana (né Paul Panda Farnana M'fumu en 1888 à Nzemba, près de Banana, et mort dans cette même localité le 12 mai 1930) est un agronome et un nationaliste congolais.

## Biographie
Le nom de Paul Panda Farnana a marqué l’histoire de la République démocratique du Congo à plusieurs titres : il fut le premier Congolais à avoir fait des études supérieures en Belgique et en France. Il a été surtout le premier nationaliste congolais dénonçant avec virulence les méthodes coloniales mises en place par les Belges. Il réclamait par exemple, la généralisation de l’enseignement laïc ainsi que l’accès des Congolais aux universités de la Métropole. Il plaidait également pour la participation de ses compatriotes au sein des instances décisionnelles de la colonie ainsi que pour l’africanisation des cadres.
Il fut, par ailleurs, militant actif du panafricanisme et collabora avec Paul Otlet, Henri La Fontaine (collaborateur de Otlet et Prix Nobel de la paix en 1913), W.E.B. DuBois, et Blaise Diagne à l’organisation du Deuxième Congrès Panafricain, au Palais Mondial, à Bruxelles en septembre 1921. Il s’imprégna des idéaux internationalistes et pacifistes qui étaient ceux de Paul Otlet et Henri La Fontaine. La presse belge dresse de lui des portraits assez défavorables, le suspectant de sympathies communistes.
Il se voulait le porte-parole du Congo belge à Bruxelles et multipliait les articles dans la presse de son temps. Il fonda en 1919 l’Union Congolaise (Société de secours mutuel et de développement moral de la race congolaise), la plus ancienne association sans but lucratif initiée par des Congolais sur le sol belge. Un des buts de cette organisation dont il fut tour à tour le secrétaire général et le président d’honneur, était de défendre les droits des vétérans congolais de la Première Guerre mondiale dont il était. Cette association exigea à plusieurs reprises l’érection d’un monument au « Soldat inconnu congolais » afin de marquer la dette de la Belgique à l’égard des soldats congolais qui s’étaient battus sous son drapeau en Afrique (entre autres à Tabora, au Cameroun) et en métropole. Un monument en hommage aux combattants congolais de la Force publique sera finalement édifié à Schaerbeek, square François Riga et inauguré en 1970, soit 40 ans après la mort de Panda.

## Jalons biographiques

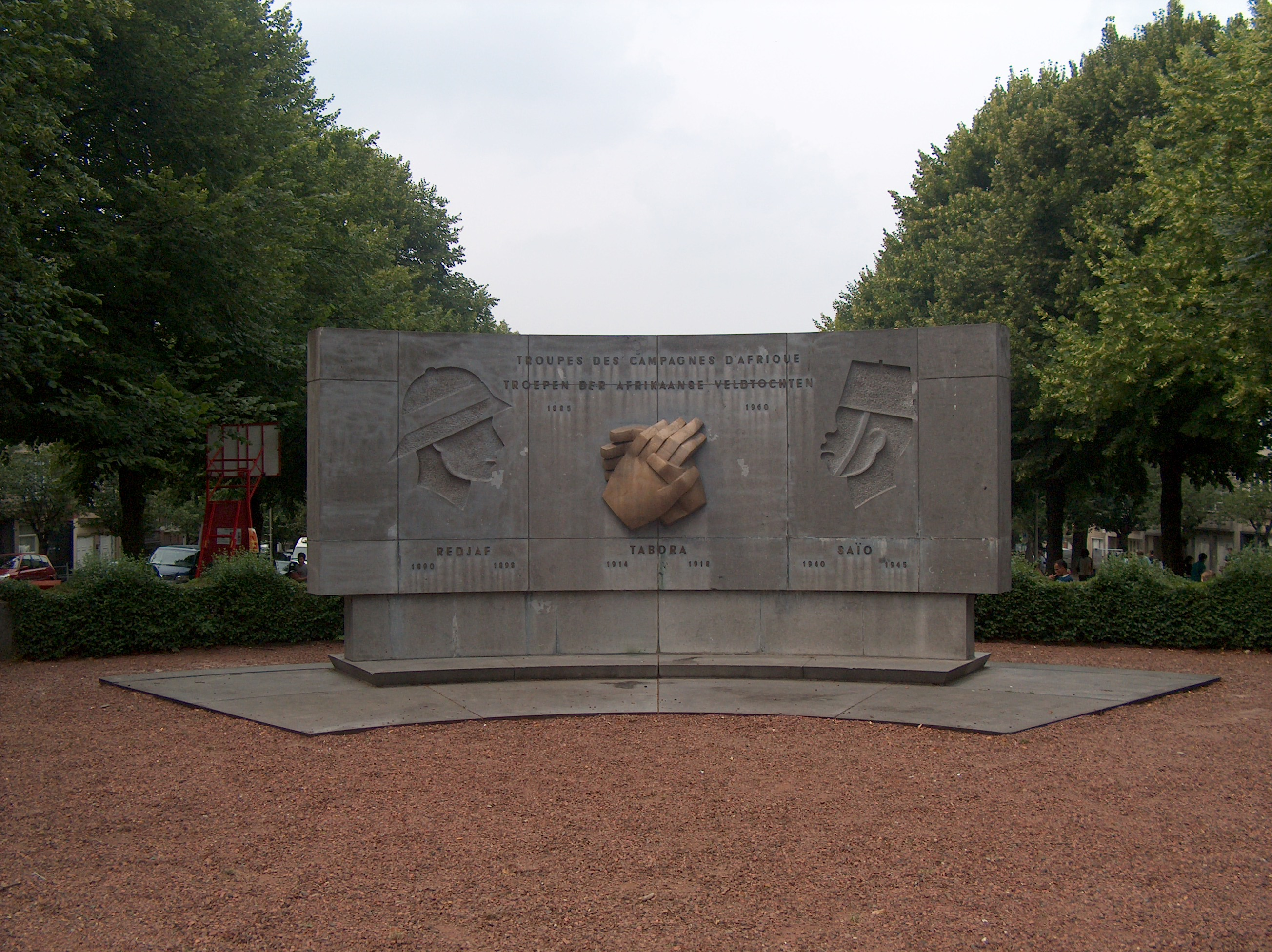
Monument aux troupes congolaises et belges.

- 1888 : naissance de Paul Panda Farnana à Nzemba près de Moanda dans le Bas-Congo.
- 1900 : arrivée de Panda en Belgique, le 25 avril, en compagnie du lieutenant Derscheid, qui participa à l’expédition Bia dans le Katanga. Il entame des études secondaires à l’Athénée d’Ixelles.
- 1904 : en octobre, il réussit l’examen d’entrée à l’École d’Horticulture et d’Agriculture de Vilvorde.
- 1907 : Panda décroche son diplôme avec la plus grande distinction ; il obtient en sus le « certificat de capacité » avec pour spécialité les cultures tropicales.
- 1908 : soucieux de compléter sa formation, Panda s’inscrit comme élève régulier à l’École supérieure d’Agriculture tropicale à Nogent-sur-Marne. Au terme de son cursus, il obtient le « Certificat d’études ». À l’École supérieure commerciale et consulaire de Mons, il approfondit sa connaissance de l’anglais.
- 1909 : Panda est engagé par le Ministère des Colonies en qualité de « chef de cultures de troisième classe ». À son arrivée à Boma le 21 juin, il est nommé au Jardin botanique d'Eala près de Coquillathville, où il assume aussi des cours théoriques.
- 1911 : son mandat achevé, Panda embarque sur le SS Bruxellesville 3, le 21 juin. À son arrivée en Belgique, il reçoit la distinction de « l’Étoile service ». À son retour au Congo en décembre de la même année, il est nommé directeur de la station de Kalamu, où il effectuera notamment des récoltes de spécimens d'herbiers conservés au Jardin botanique national de Belgique.
- 1914 : la guerre éclate alors que Panda séjourne en Belgique. Il s’engage dans le Corps de Volontaires Congolais. Deux autres Congolais posent le même geste : Joseph Adipanga et Albert Kudjabo[5]. Tous les trois sont faits prisonniers par les Allemands. Alors que Joseph Adipanga réussit à s’évader, Paul Panda et Kudjabo Albert demeurent en captivité jusqu’à la fin de la guerre. Le 6 décembre 1916 ils se retrouvent au camp de prisonniers de guerre de Soltau en Allemagne et sont séparés en date du 24 mars 1917. Dans les camps de prisonniers de guerre, il se rapproche des Tirailleurs sénégalais pour qui il fait office d’écrivain public. Par ce biais, il entre en contact avec Blaise Diagne, Député du Sénégal.
- 1919 : libéré, Panda regagne la Belgique et obtient à sa demande une mise en disponibilité pour convenance personnelle. En février, il participe aux assises du Premier Congrès Panafricain à Paris, organisé à l’initiative conjointe de Blaise Diagne, membre du gouvernement français, et de W.E.B. Du Bois, sociologue afro-américain et chef de la N.A.A.C.P. (National Association for the Advancement of Coloured People). En novembre, il fonde avec ses compatriotes (parmi lesquels Joseph Adipanga et Albert Kudjabo) l’Union Congolaise, une « société de secours et de développement moral et intellectuel de la race congolaise » ; elle est placée sous la haute protection de Louis Franck, ministre libéral des Colonies et d’Émile Vandervelde, leader socialiste et ministre de la Justice.
- 1920 : Panda intervient à la tribune du premier Congrès Colonial National (du 18 au 20 septembre 1920) dont les assises se tiennent au sénat. Sa contribution est d’autant plus remarquée qu’il est le seul Congolais convié à prendre la parole face aux personnalités coloniales, ecclésiastiques et civiles. C’est à l’occasion de ce congrès que Panda rencontre l’abbé Stefano Kaoze, alors secrétaire de Mgr Roelens, vicaire apostolique du Haut-Congo. Les deux hommes qui prennent le temps de se connaître s’estiment et Panda fait part de leur consensus sur la participation souhaitée des Congolais aux instances de décision.
- 1921 : le Deuxième Congrès Panafricain se tient alternativement à Londres, et à Bruxelles. Panda siège au bureau du Congrès aux côtés de Blaise Diagne, de W.E.B. Du Bois, de Paul Otlet, et de Miss Jessie Fauset. Le 11 septembre, Paul Panda donne une conférence sur « L’historique de la civilisation nègre sur les rives du fleuve Congo ». Par ailleurs, il exprime le vœu que des diplomates noirs soient présents au sein des commissions internationales ayant la charge d’administrer les mandats exercés sur les anciennes possessions allemandes en Afrique. À la demande des membres de l’Union Congolaise, Paul Panda entreprend des démarches auprès du Ministère des Colonies en vue d’organiser des cours à l’usage de ses compatriotes. C’est ainsi que des cours pour Congolais subsidiés par les autorités belges sont ouverts à Bruxelles, à Charleroi et à Marchienne. Panda assure lui-même quelques cours à côté d’enseignants dûment mandatés par les autorités. Accusé de sédition, le catéchiste Simon Kimbangu est condamné à mort. Sa peine est commuée en détention à perpétuité ; il se voit infligé la déportation dans le Katanga, où il sera emprisonné jusqu’à sa mort en 1951. Par le biais notamment du ministre Louis Franck, Panda s’emploie à convaincre les autorités coloniales de ne pas appliquer la peine capitale au condamné. Kimbangu est d’autant plus décrié par certains coloniaux qu’ils le tiennent pour un disciple de Marcus Garvey. Une violente polémique oppose Paul Panda à l’équipe rédactionnelle de l’Avenir Colonial Belge, porte-voix des coloniaux les plus conservateurs.
- 1925 : « La Renaissance de l’Occident » consacre une livraison spéciale aux arts et à l’artisanat congolais. Panda est mis à contribution et s’exprime avec pertinence sur les questions de l’art ainsi que l’avenir de l’artisanat dans son pays. Il dénonce les pillages qui ont permis à l’Europe de garnir ses musées et juge que la colonisation constitue ni plus ni moins du vandalisme « rationalisé ».
- 1929 : retour de Panda au Congo ; il rejoint son village natal ; il y fait ériger une école ainsi qu’une chapelle, dédiée à son saint patron.
- 1930 : Paul Panda Farnana meurt le 12 mai dans son village natal, à 41 ans. À Bruxelles, l’Union Congolaise fait célébrer une messe en l’Église de l’Abbaye de la Cambre.

## Filmographie
- Panda Farnana, un Congolais qui dérange, film de Françoise Levie, 2011, Wild heart productions & Memento Productions, 55 min.